# Playthings of Passion
Playthings of Passion er en amerikansk stumfilm fra 1919 af Wallace Worsley.

## Medvirkende
- Kitty Gordon som Helen Rowland
- Mahlon Hamilton som Henry Rowland
- Lawson Butt som John Sterling
- Richard Rosson som Spiffy